# Wakefieldit
Wakefielditul este un vanadat cu formula chimică ((La,Ce,Nd,Y)VO4). Este, totodată, un rar mineral de elemente rare. În natură, găsim mai multe tipuri de wakefieldit: wakefieldit-(La), wakefieldit-(Ce), wakefieldit-(Nd), and wakefieldit-(Y), depinzând de conținutul de metal rar pe care îl conține fiecare tip de mineral. 

## Caracteristici
Wakefielditul are o duritate de 4 sau 5 pe scara Mohs. Acesta formează cristale tetragonale, fiind analog din punct de vedere al structurii cristaline cu fosfatul natural xenotim.
Datorită conținutului de lantanide, unele elemente din mineral sunt radioactive, iar wakefielditul, însuși, este ușor radioactiv.

## Istoric
Wakefielditul a fost descoperit pentru prima dată în mina Evans Lou, St. Pierre de Wakefield, Quebec, Canada.
- Wakefieldit-(Ce) a fost descoperit ca kusuit în localitatea-tip a sa Kusu, situată la 85 km sud-vest de Kinshasa, Zair. A fost redenumit în anul 1977 ca wakefieldit-(Ce).

- Wakefieldit-(La) a fost descoperit pentru prima dată în anul 2008 într-un eșantion din mina Glücksstern, Gottlob Hill, Friedtichroda, Turingia, Germania.

- Wakefieldit-(Nd) a fost descoperit în anul 2008 în mina Arase, din orașul Kami, prefectura Kochi, insula Shikoku, Japonia.